# Barcode (Oslo)

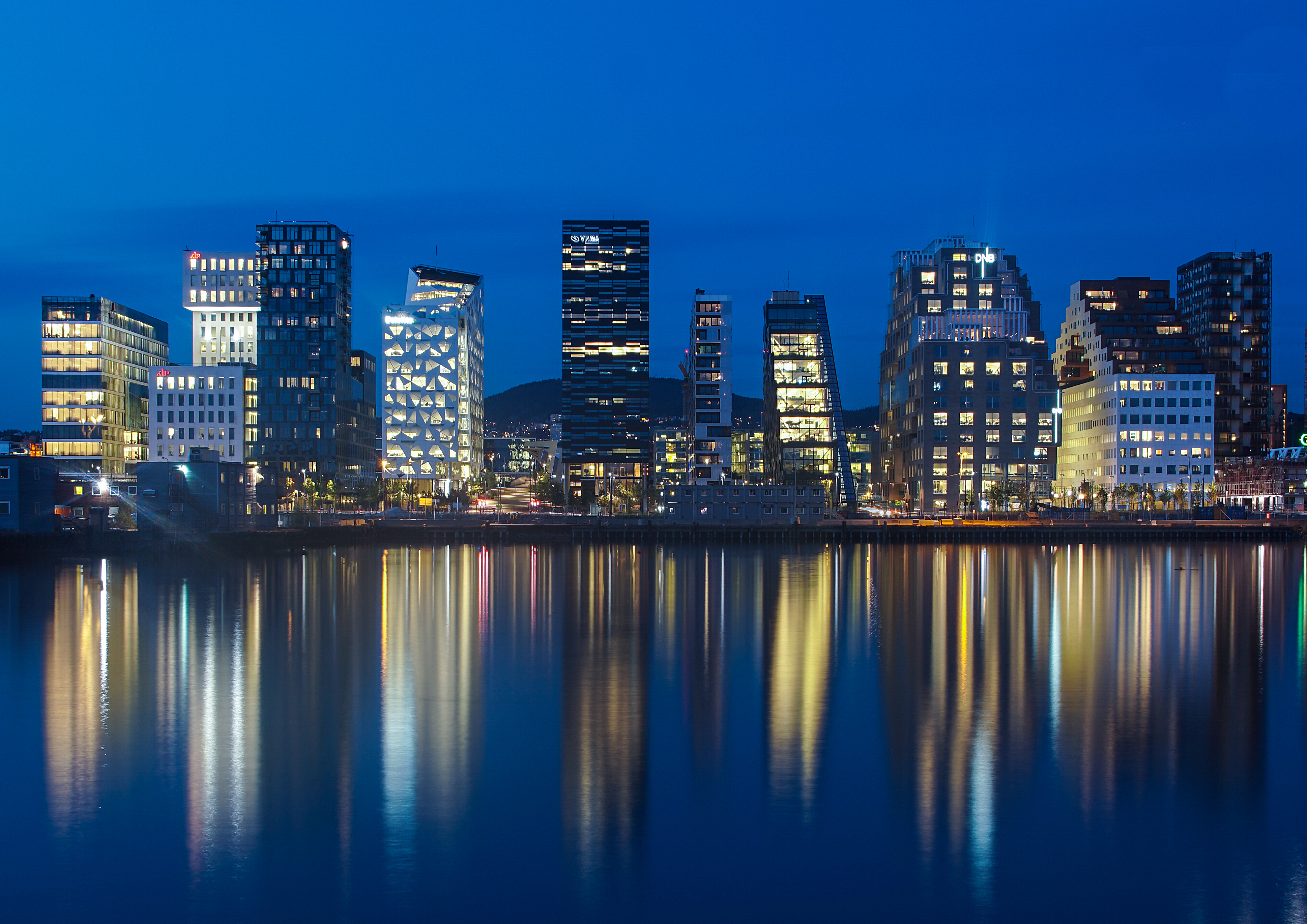
Blick auf die Barcode-Hochhäuser, 2014

Barcode (auch Barcode-rekken oder Opera-kvarteret; deutsch Strichcode) ist eine Hochhausreihe in der norwegischen Hauptstadt Oslo. Die Reihe im Stadtviertel Bjørvika besteht aus zwölf Hochhäusern. Der gesamte Komplex setzt sich aus etwa 180.000 m² Bürofläche und 400 Wohnungen zusammen. Die Bauphase dauerte von 2005 bis 2016 an.

## Lage
Die Hochhausreihe liegt im Stadtviertel Bjørvika im Sentrum, dem Osloer Stadtzentrum. Im Südwesten, der Vorderseite der Gebäude, führt die Straße Dronning Eufemias gate an der Anlage vorbei. Im Nordosten befindet sich die Trelastgata, an die sich die Gleise des Bahnhofs Oslo Sentralstasjon (Oslo S) anschließen. In der Hochhausreihe sind nach Angaben der Planer etwa 10.000 Arbeitsplätze angesiedelt, allerdings sind in der Umgebung kaum Parkplätze vorhanden. Stattdessen ist der öffentliche Nahverkehr von größerer Bedeutung. In der Straßenmitte der Dronning Eufemias gate verläuft eine Straßenbahnlinie und auf beiden Seiten davon wurde je eine Busspur angelegt.

## Planung

### Vorgeschichte

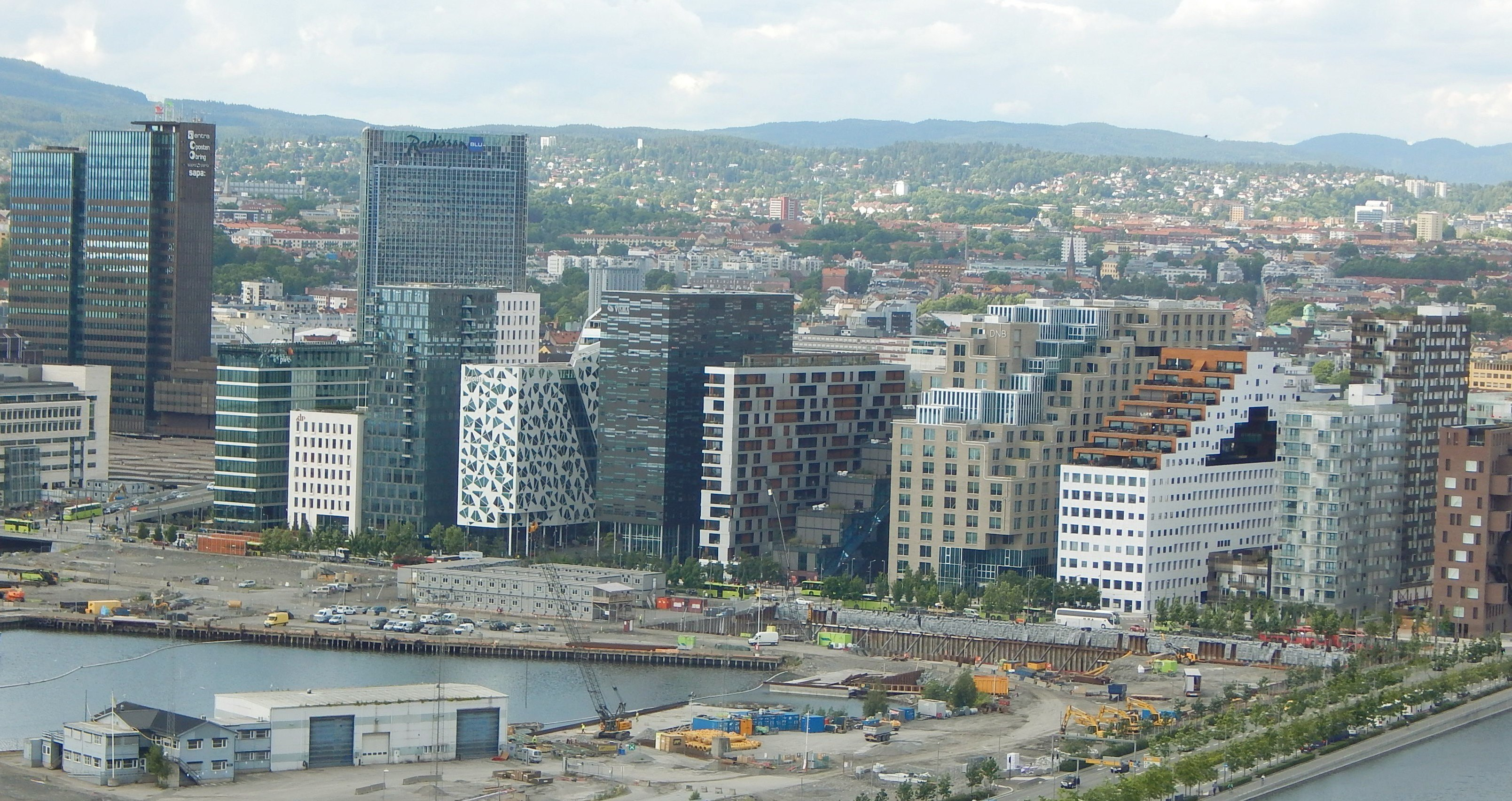
Barcode-Komplex von Ekeberg gesehen, 2016

Die Erbauung der Hochhausreihe erfolgte im Rahmen des Stadterneuerung-Projekts Fjordbyen (deutsch Die Fjordstadt). Im Zuge des Projekts sollten die Gebiete um den Oslofjord, die zuvor als Hafenflächen genutzt worden waren, umgebaut werden. Es wurde geplant, in Fjordnähe Wohnungen, Freizeiteinrichtungen und Bürogebäude zu errichten. Betroffen war damit auch das Gebiet um die Bucht Bjørvika, welches das größte Teilgebiet des Fjordbyen-Projekts darstellt. Dass das Gebiet erneuert werden sollte, war vom Osloer Stadtrat bereits 1988 und damit vor der Verabschiedung des Fjordbyen-Projekts im Jahr 2000 beschlossen worden. Das Bjørvika-Projekt gehört zu den größten Bauprojekten der Geschichte Oslos. Im Zuge dessen wurde auch der Bjørvikatunnel für die Europastraße 18 (E18) und das Opernhaus Oslo gebaut. Durch die Verlagerung der E18 in den Bjørvikatunnel wurde auf der Oberfläche ein größerer Raum frei. Auf dem freigewordenen Raum wurde unter anderem die Straße Dronning Eufemias gate erbaut.

### Planung

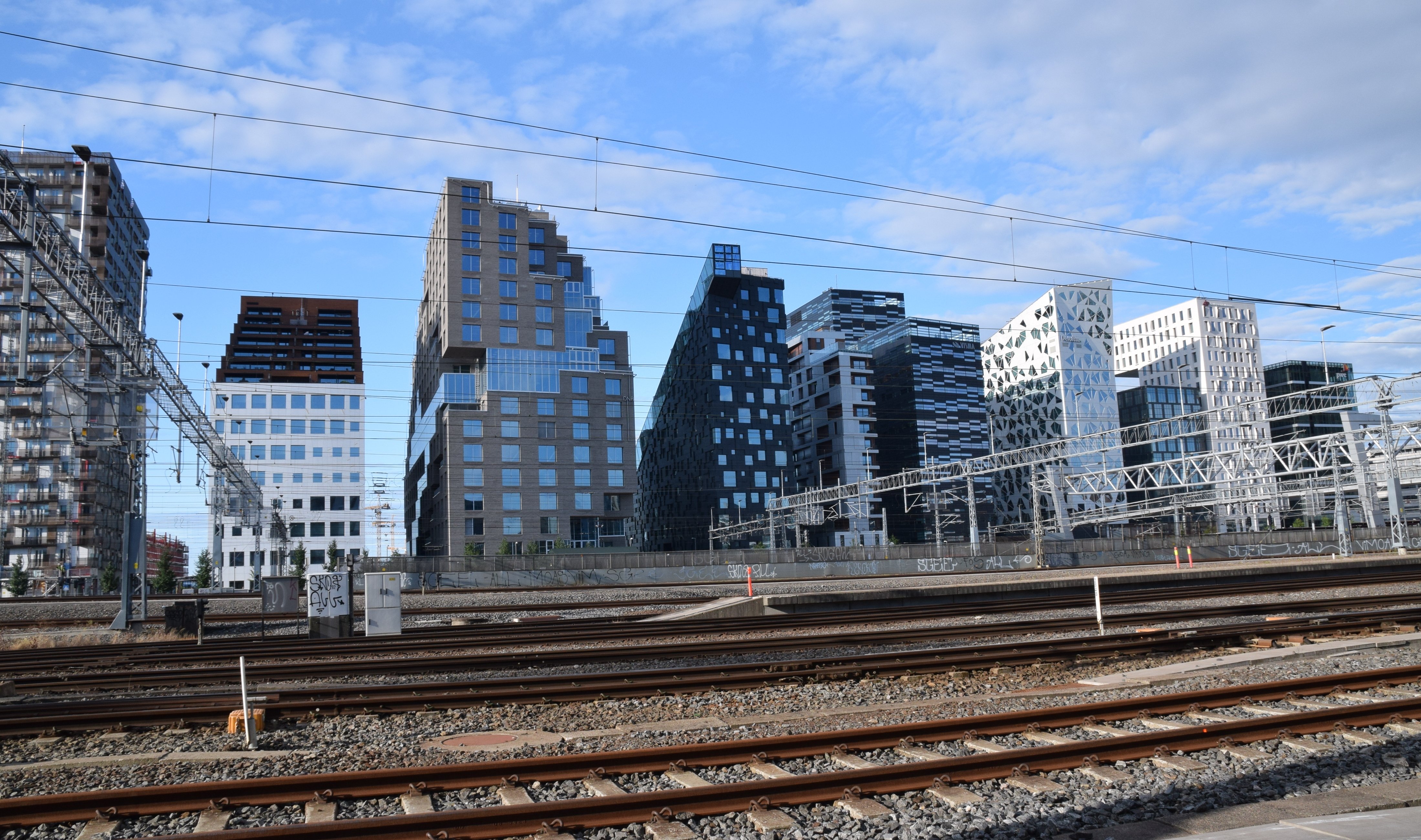
Barcode von Norden mit den Gleisen im Vordergrund

Für die Umstrukturierung des Gebiets, auf dem später die Barcode-Reihe erbaut wurde, war die Gesellschaft Oslo S Utvikling (OSU) zuständig. Diese wurde 2001 gegründet und lag im Besitz von Bane NOR Eiendom, einem Tochterunternehmen vom Eisenbahnstaatsunternehmen Bane NOR, Entra und Linstow. Bane NOR verkaufte im Jahr 2021 schließlich seine Anteile. OSU schrieb für die Bebauung des heutigen Barcode-Areals einen Wettbewerb aus, bei dem das Barcode-Konzept unter dem Titel Barcode Project gewann. Es sollte durch viele schmale Hochhäuser hoch und dicht gebaut werden, jedoch auch die Sicht auf den Fjord in Teilen frei bleiben. Der Entwurf dazu stammte von der niederländischen Architekturfirma MVRDV in Zusammenarbeit mit den norwegischen Architekturbüros a-lab und DARK Arkitekter.

### Bauphase
Die zur Hochhausreihe zählenden Gebäude wurden nacheinander nördlich der Dronning Eufemias gate erbaut. Das bebaute Gebiet lag bis ins 19. Jahrhundert unter Wasser. Während der Bauphase wurden Schiffswracks und andere Gegenstände gefunden, die von Archäologen des Norsk Maritimt Museum ausgegraben wurden.
Als erstes Hochhaus wurde 2007 das am weitesten westlich gelegene PwC-bygget vollendet. Das Einzelgebäude selbst erzeugte noch kaum Proteste, da in der Umgebung bereits höhere Gebäude bestanden. Die Pläne, eine dichte Reihe von Hochhäusern zu bauen, stieß hingegen auf Widerstand, da befürchtet wurde, es würde dadurch eine Art Mauer entstehen. In einer Unterschriftenaktion wurden 36.000 Unterschriften gegen das Projekt gesammelt. Im Osloer Stadtrat wurde schließlich als Kompromiss beschlossen, unter anderem größere Abstände als ursprünglich geplant zwischen den einzelnen Gebäuden vorzuschreiben. Die Bauarbeiten endeten im Frühjahr 2016.

## Gebäude
Barcode setzt sich aus zwölf Gebäuden zusammen. Diese wurden von unterschiedlichen Architekturbüros entworfen, haben verschiedene Höhen, Breiten und Architekturstile. Gemeinsam haben sie, dass sie vergleichsweise schmal für ihre Länge sind. Das Gebäude DEG 16 ist mit 67 Metern das höchste, das MAD-bygget ist mit einer Breite von 7,8 Metern das schmalste.

### PwC-bygget

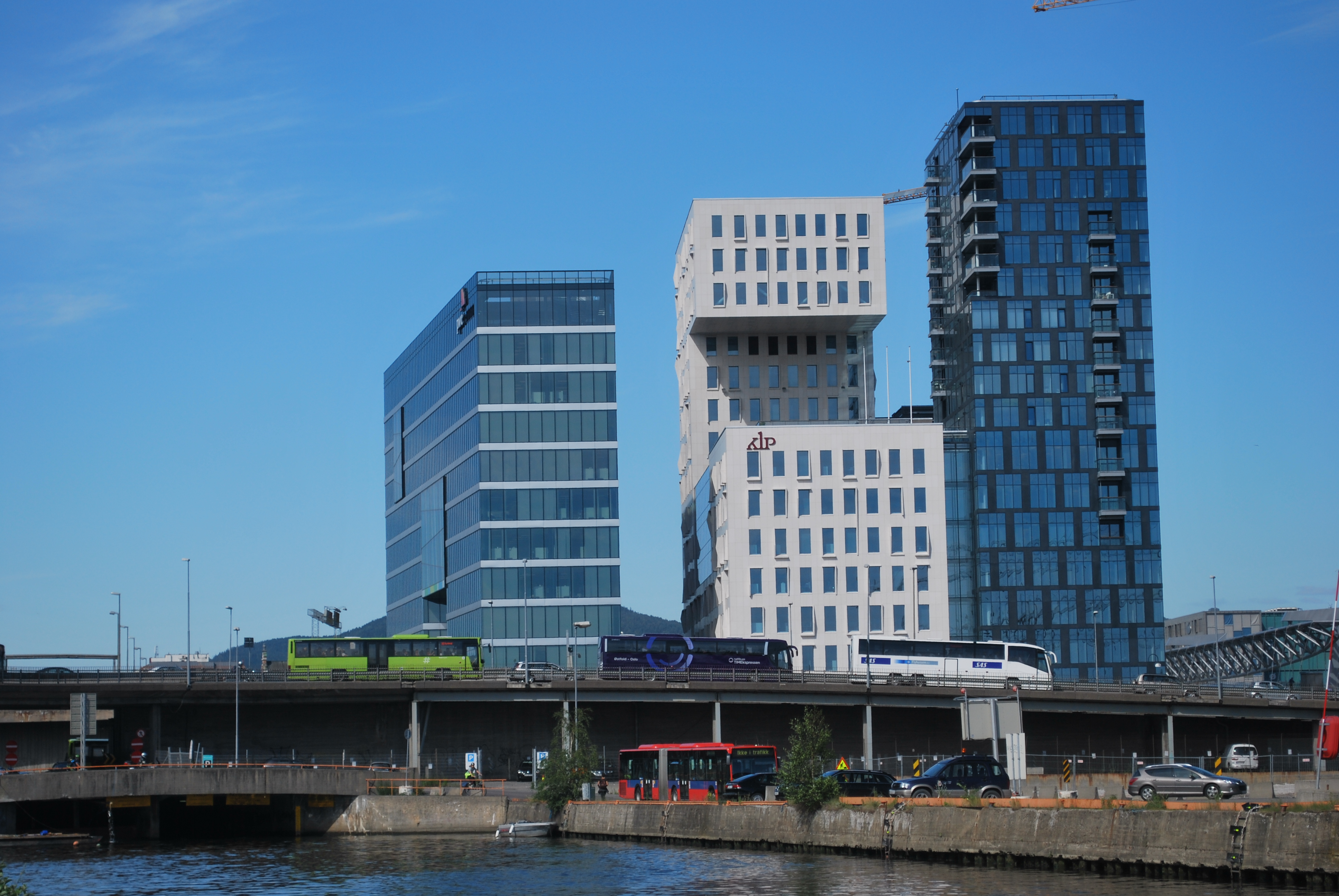
PwC-Gebäude (links), KLP-Gebäude (Mitte) und das Deloitte-Gebäude (rechts) im Jahr 2011

Das PwC-bygget (deutsch PwC-Gebäude, auch DEG8) ist ein Bürogebäude an der Adresse Dronning Eufemias gate 8. Es wurde als erstes Barcode-Hochhaus mit zwölf Etagen nach einem Entwurf des Architekturbüros a-lab errichtet. Im Jahr 2007 wurde es vom Mieter PricewaterhouseCoopers (PwC) bezogen. Im Jahr 2020 wurde ein dreizehnter Stock hinzugefügt, womit das Hochhaus eine Höhe von 46 Metern erreicht. An der Seite hat es ein fünf Stockwerke hohe Öffnung.

### KLP-bygget
Das KLP-bygget (deutsch KLP-Gebäude) hat die Adresse Dronning Eufemias Gate 10–12 und grenzt im Osten an das PwC-bygget an. Das KLP-Gebäude wurde 2010 nach Plänen des Architekturbüros SJ Arkitekter fertiggestellt. Es wurde von der Versicherungsgesellschaft Kommunal Landspensjonskasse (KLP) bezogen. Neben Büros sind in den obersten Etagen auch Wohnungen untergebracht. Der höchste Teil des Gebäudes hat 18 Etagen auf einer Höhe von 64 Metern. Es ist das breiteste Element der Hochhausreihe.

### Deloitte-huset
Das Deloitte-huset (deutsch Deloitte-Haus; auch DEG14 oder Isfjellet) wurde 2013 fertiggestellt. Die Adresse ist Dronning Eufemias Gate 14. Als Architekturbüro stand Snøhetta hinter dem Gebäudeentwurf. Das Bürogebäude wurde von Deloitte bezogen. Auf 15 Stockwerken erreicht es eine Höhe von 63 Metern. Östlich des Gebäudes führt die Fußgängerbrücke Akrobaten über die Gleise des Hauptbahnhofs in den Norden.

### DEG 16

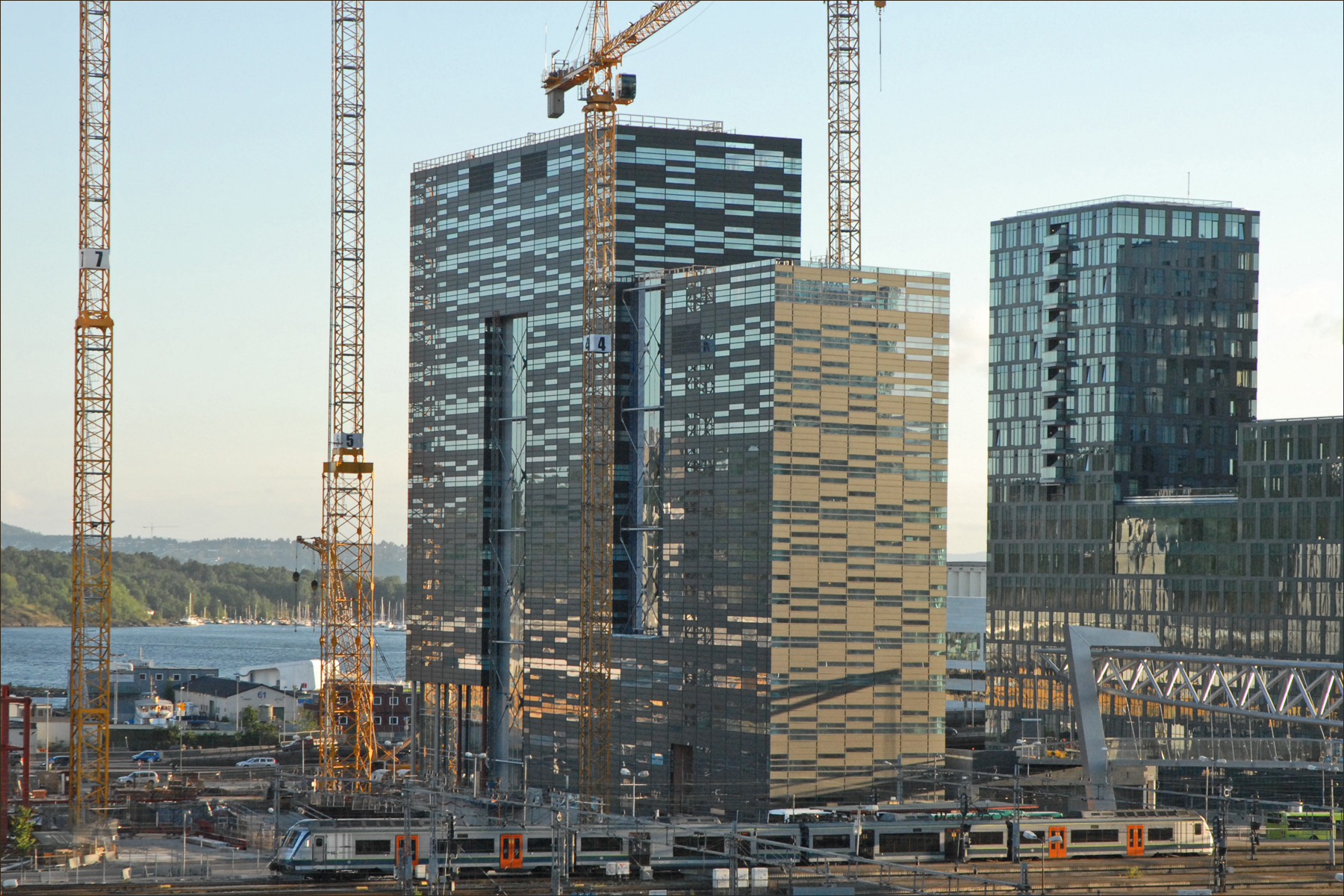
DEG 16 während der Bauarbeiten, 2010

Das Gebäude DEG 16 (ehemals Visma-bygget, auch B11) liegt an der Adresse Dronning Eufemias Gate 16. Es wurde 2011 als drittes Gebäude fertiggestellt und wird von verschiedenen Mietern genutzt. DARK Arkitektur war als Architekturbüro für den Bau verantwortlich. Auf 17 Stockwerken an der fjordnäheren Seite erreicht es eine Höhe von 67 Metern. Es ist damit das höchste Barcode-Gebäude. Es besteht aus drei Gebäudeabschnitten. Der nördliche Bereich hat 13 Etagen, der Übergang zwischen den Gebäudeteilen ist schlangenförmig ausgestaltet.

### MAD-bygget
Das MAD-bygget (deutsch MAD-Gebäude) liegt an der Adresse Dronning Eufemias gate 18–26. Die Fertigstellung erfolgte 2013. Das 15-stöckige Gebäude beinhaltet Wohnungen. Mit einer Breite von nur etwa 7,8 Metern bei einer Länge von 90 Metern gehört es zu den kleinsten Barcode-Objekten. Für den Bau verantwortlich war das Architekturbüro MAD.

### DNB-komplekset
Der Komplex DNB-komplekset (deutsch DNB-Komplex) schließt sich im Osten an das MAD-Gebäude an. Er besteht aus drei Häusern an den Adressen Dronning Eufemias gate 28–34. In den Gebäuden ist DNB ASA untergebracht. Das Vest-bygget (deutsch West-Gebäude) wurde 2013 fertiggestellt und hat eine Höhe von 63 Metern. Es ist der Hauptsitz von DNB. Hinter dem Entwurf stand das Architekturbüro DARK Arkitektur. Daneben steht das 2012 fertiggestellte Midt-bygget (deutsch Mittelgebäude). Zwischen den beiden Häusern führt die Straße Wismargata hindurch. Das mittlere Gebäude des Komplexes entstand aus einer Zusammenarbeit von DARK Arkitektur, a-lab und MVRDV. Auf einer Höhe von 52,5 Metern verteilen sich 17 Stockwerke. Der Bau des am weitesten im Osten liegenden Øst-bygget (deutsch Ostgebäude) wurde 2014 abgeschlossen. Das Gebäude hat 15 Etagen bei einer Höhe von 56 Metern. Neben Büros beinhaltet es in den obersten Stockwerken auch Wohnungen. Alle drei Gebäude haben treppenförmige Abstufungen.

### B 13-feltet

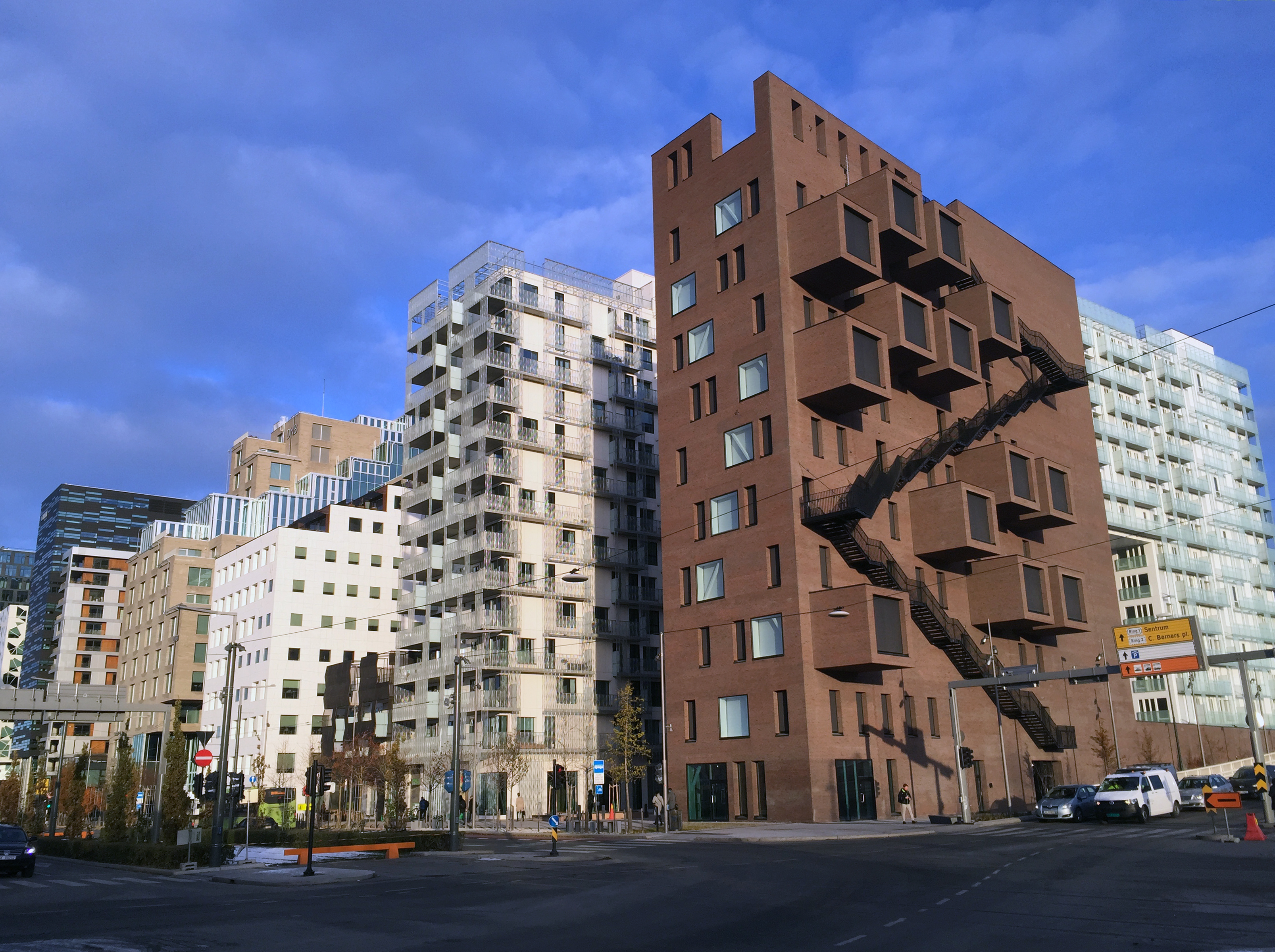
Barcode von Osten mit The Wedge im Vordergrund

Das B 13-feltet (deutsch B-13-Feld) ist ein aus vier Gebäuden bestehendes Baufeld an der Adresse Dronning Eufemias gate 36–42. Es schließt sich im Osten an den DNB-Komplex an. Dazwischen verläuft die Rostockgata. Im Westen des B 13-feltet steht der Tårn A (deutsch Turm A), ein 20-stöckiger Wohnblock. Der Bau ist das höchste Wohngebäude in der Barcode-Reihe. Dessen Fertigstellung erfolgte 2014. Der 14-stöckige Tårn B wurde 2015 fertig. Er hat 14 Etagen mit Wohnungen. Im Jahr 2017 öffnete dort ein Kindergarten. Das Gebäude Cliffhanger (auch Tårn D) besteht aus 15 Etagen mit Wohnungen. Der Bau wurde 2016 abgeschlossen. Der Entwurf für die drei Gebäude kam vom Architekturbüro Lund Hagem. Am östlichsten im B-13-Feld und damit im ganzen Barcode-Komplex liegt The Wedge (deutsch Der Keil; auch DEG 42). Das Gebäude hat elf Stockwerke, eine Backsteinfassade und einen keilförmigen Grundriss mit der breiteren Seite zur Dronning Eufemias gate. Mit einer Grundfläche von nur etwa 5000 m² ist es das kleinste Objekt der Barcode-Reihe. Die Fertigstellung erfolgte 2016, verantwortlich war das Architekturbüro a-lab.

## Name
Der englische Name „Barcode“ (deutsch Strichcode) spielt auf die Form des Gebäudekomplexes an. Die einzelnen langen, schmalen Hochhäuser stehen mit unterschiedlicher Breite dicht aneinander und sollen damit einem Strichcode ähneln.